# Marthe Robert
Marthe Robert (Parigi, 25 marzo 1914 – Parigi, 11 aprile 1996) è stata una critica letteraria, saggista e traduttrice francese.

## Biografia
Nata in una famiglia modesta, riuscì con il suo impegno di studentessa ad accedere a borse di studio che le permisero, già dal tempo del liceo, di soggiornare ogni tanto in Germania, dove si appassionò della lingua tedesca e della letteratura.
Nota in ambito critico francese soprattutto per i suoi studi al confine tra letteratura e psicoanalisi, è stata anche traduttrice dal tedesco, in particolare di Franz Kafka, sul quale fornì anche una delle principali interpretazioni d'oltralpe.
Dopo aver studiato alla Sorbona, si trasferì in Germania per specializzarsi alla Johann Wolfgang Goethe-Universität. Qui sposò Jacques Germain, pittore della scuola del Bauhaus. Rientrata a Montparnasse, divenne amica di Arthur Adamov, Antonin Artaud e Roger Gilbert-Lecomte, contribuendo al lancio della rivista "L'Heure nouvelle", su cui uscirono i suoi primi testi di e su Kafka, di cui farà poi la traduzione francese ancora oggi di riferimento dei Diari e delle Lettere, oltre che, con Alexandre Vialatte, dei racconti.
Nel 1941 incontrò lo psicoanalista Michel de M'Uzan, che sposerà in seconde nozze più tardi.
I suoi volumi L'Ancien et le nouveau (1963) e Roman des origines, origines du roman (1972) contribuirono alle discussioni sul rapporto tra letteratura moderna e tradizione, e tra infanzia e letteratura (come certe pagine su Robinson Crusoe nel secondo dei due libri). Nel primo dei due libri, invece, Marthe Robert fa un lungo e interessante paragone tra il mondo del Don Chisciotte della Mancia e quello de Il castello che resta esemplare anche per gli studi successivi di letteratura comparata.
Scrisse anche un'introduzione all'opera di Sigmund Freud, La Révolution psychanalytique (1964), sul quale tenne anche una serie di trasmissioni radiofoniche a cura di Michel Foucault.
Si occupò inoltre di Goethe, dei Fratelli Grimm, di Friedrich Nietzsche (di cui ha tradotto Così parlò Zarathustra), Heinrich von Kleist, Robert Walser, Georg Büchner, Georg Christoph Lichtenberg, Gustave Flaubert, Antonin Artaud (per il quale si operò per la liberazione dall'ospedale psichiatrico di Rodez), Miguel de Cervantes e Fëdor Dostoevskij (sul quale un'importante introduzione a I demoni è continuamente ristampata).
Quando uscì il suo libro su Flaubert venne accusata da Jean-Paul Sartre di non essere sufficientemente impegnata e di non aver saputo leggere tra le pagine dello scrittore il suo engagement di ri-sistemazione della realtà.
Gli ultimi anni li passò quindi in solitudine, staccandosi dal quotidiano per esplorare con sempre maggiore acume gli aspetti profondi e psichici della letteratura.
Ricevette nel dicembre 1995 il Grand Prix national des lettres e l'anno successivo morì.

## Opere
- Introduction à la lecture de Kafka (1946)
- Un homme inexprimable. Essai sur l'oeuvre de Heinrich von Kleist (1955)
- Kafka (1960)
- L'ancien et le nouveau (1963), trad. Domenico e Gisella Tarizzo, L'antico e il nuovo, Rizzoli ("Saggi"), Milano 1969
- La révolution psychanalytique (1964, 2 volumi), trad. Edoardo Fadini e Ermanno Sagittario, La rivoluzione psicoanalitica: la vita e l'opera di Sigmund Freud, Boringhieri, Torino 1967; Mondadori, Milano 1982
- Sur le papier: essais (1967)
- Seul comme Franz Kafka (1969), trad. Marina Beer, Solo come Kafka, Editori Riuniti ("Universale" 57), Roma 1982
- Roman des origines, origines du roman (1972)
- D'Oedipe à Moise: Freud et la conscience juive (1974), trad. Sarah Cantoni Da Edipo a Mosè. Freud e la coscienza ebraica, Sansoni ("Nuovi saggi"), Firenze 1981
- Livre de lectures I (1977)
- Artaud vivant (1980, con altri)
- La vérité litteraire: livre de lectures II (1981)
- En haine du roman: étude sur Flaubert (1982)
- La tyrannie de l'imprimé: livre de lectures III (1984)
- Le puits de Babel: livre de lectures IV (1987), trad. Mario Picchi, Il pozzo di Babele, Lucarini ("Proposte" 14), Roma 1989
- La traversée littéraire (1994)